# Shame For You
"Shame For You" je prvi dio dvostrukog A-singla "Shame For You"/"Alfie" britanske kantautorice Lily Allen skinut kao četvrti i posljednji singl s albuma Alright, Still.

## O pjesmi
Videospot za pjesmu nije snimljen. Pjesma je bazirana na pjesmi Jackieja Mittooa "Loving You" s albuma Evening Time. Pjesma nije službeno objavljena kao singl u Velikoj Britaniji, ali je zahvaljujući obožavateljima Lily Allen došla na petnaesto mjesto tamnošnje top liste.

## Popis pjesama

### CD singl
1. "Shame for You"
2. "Alfie"

### 7" singl
1. "Shame for You"
2. "Alfie"

### Digitalni download
1. "Shame for You"
2. "Shame for You" (live)
3. "Alfie"
4. "Alfie" (CSS remix)
5. "Alfie" (live)

## Top liste
| Top lista (2007.)      | Najviša pozicija |
| ---------------------- | ---------------- |
| Ujedinjeno kraljevstvo | 15               |